# Théhillac
Théhillac é uma comuna francesa na região administrativa da Bretanha, no departamento Morbihan. Estende-se por uma área de 14,57 km². Em 2010 a comuna tinha 603 habitantes (densidade: 41,4 hab./km²).